# Masters de Canadá 2009
El Masters de Canadá 2009 (también conocido como Rogers Cup por razones de patrocinio) fue un torneo de tenis jugado sobre pista dura. Fue la edición número 120 de este torneo. El torneo masculino formó parte de los ATP World Tour Masters 1000 en la ATP. Se celebró entre el 8 de agosto y el 16 de agosto de 2009.

## Campeones

### Individuales masculinos
Andy Murray vence a  Juan Martín del Potro, 6–7(4), 7–6(3), 6–1.

### Dobles masculinos
Mahesh Bhupathi /  Mark Knowles vencen a  Max Mirnyi /  Andy Ram, 6–4, 6–3.

### Individuales femeninos
Elena Dementieva vence a  María Sharápova, 6–4, 6–3.

### Dobles femeninos
Nuria Llagostera Vives /  María José Martínez Sánchez vencen a  Samantha Stosur /  Rennae Stubbs, 2–6, 7–5, [11–9].
| Predecesor: Canadá 2008 | Masters de Canadá 2009  | Sucesor: Canadá 2010     |
| Predecesor: Madrid 2009 | ATP Masters Series 2009 | Sucesor: Cincinnati 2009 |